# Boguszów-Gorce
Boguszów-Gorce (Boguszów: niem. Gottesberg; Gorce: niem. Rothenbach) – miasto w Polsce, w województwie dolnośląskim, w powiecie wałbrzyskim.
W latach 1975–1998 miasto administracyjnie należało do województwa wałbrzyskiego. Według danych GUS z 1 stycznia 2023 r. miasto liczyło 14 349 mieszkańców (299. miejsce w kraju). Od 2013 r. jest to największe miasto powiatu wałbrzyskiego.

## Położenie
Leży na pograniczu Gór Wałbrzyskich i Gór Kamiennych w Sudetach Środkowych.
Już Słownik geograficzny Królestwa Polskiego wskazywał Boguszów-Gorce (wówczas Gottesberg) jako najwyżej położone miasto na Śląsku.

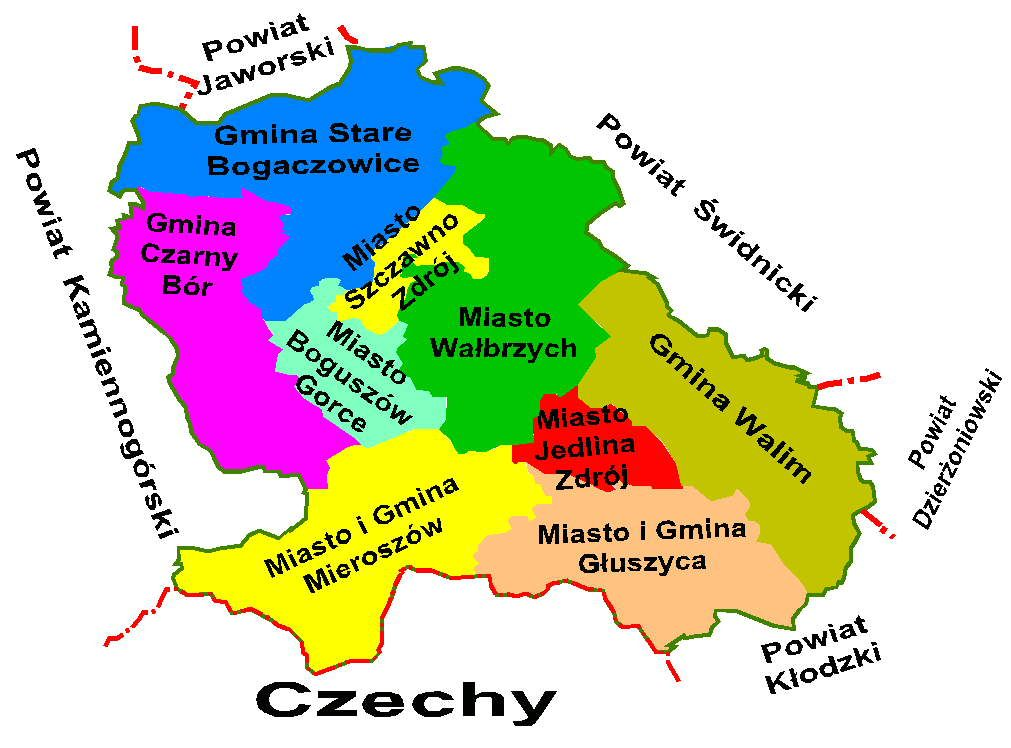
Boguszów-Gorce na mapie powiatu wałbrzyskiego

Według danych z 1 stycznia 2010 r. powierzchnia miasta wynosiła 27,02 km². Wartość ta minimalnie odbiega od danych z roku 2002: obszar 27,01 km², w tym: użytki rolne: 42% użytki leśne: 41%. Miasto stanowi 5,25% powierzchni powiatu. 
Graniczy z:
- od południa z gminą Mieroszów
- od wschodu z Wałbrzychem
- od północnego wschodu ze Szczawnem-Zdrojem
- od północnego zachodu z gminą Stare Bogaczowice
- od zachodu z gminą Czarny Bór

### Podział administracyjny

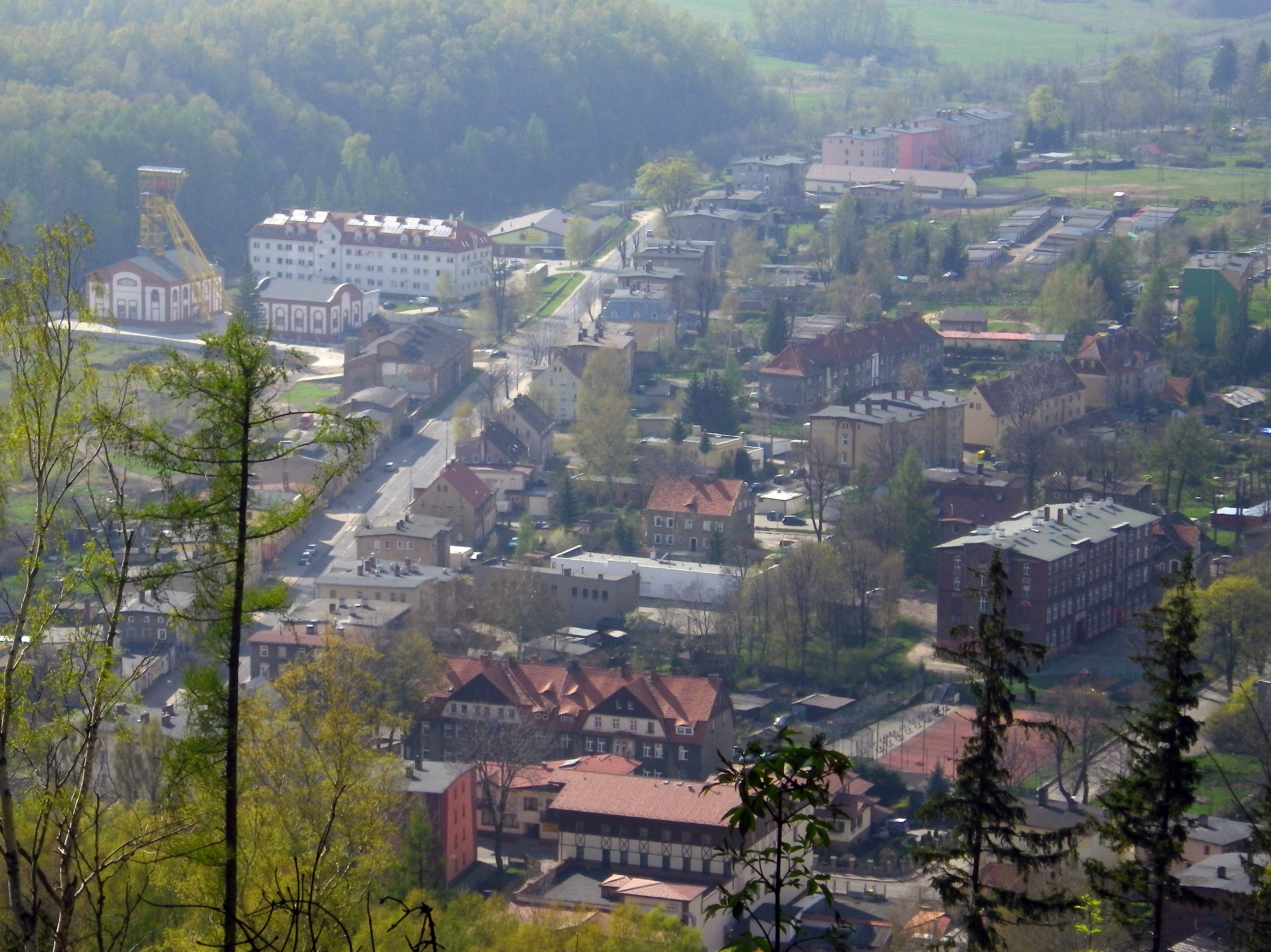
Gorce (część Boguszowa-Gorców), widok w kierunku południowo-zachodnim ze stoków Mniszka. W lewym górnym rogu widoczna wieża szybu „Witold”

- Boguszów
  - Śródmieście
  - Krakowskie Osiedle
- Gorce
- Kuźnice Świdnickie
  - Północne (pot. kuźnice pierwsze)
  - Zachodnie
  - Południowe (pot. kuźnice drugie)
- Stary Lesieniec
  - Nowy Lesieniec

## Historia
Boguszów-Gorce, założony przez górników saksońskich w XIV wieku, początkowo znany był jako Gottesberg. Już w 1392 roku został wymieniony w dokumentach księstwa świdnicko-jaworskiego. W 1499 roku król czeski Władysław Jagiellończyk nadał mu prawa miejskie i górnicze. Miasto, które w XVI wieku przeżyło szereg katastrof, w tym wielkie pożary i wojny, ostatecznie odzyskało stabilność pod koniec XVII wieku, gdy obie części miasta zostały połączone pod jednym zarządem.
W XVIII wieku Boguszów, mimo prób odbudowy, nadal zmagał się z problemami, takimi jak epidemie i wojny, które wpływały na jego rozwój. Przemiany administracyjne, takie jak reforma samorządowa z 1808 roku, wpłynęły na rozwój miasta, które zyskało pełną samodzielność dopiero w 1852 roku. W drugiej połowie XIX wieku Boguszów przeżył dynamiczny rozwój, zwiększając liczbę mieszkańców i rozbudowując swoje granice.
Po II wojnie światowej, w 1973 roku, Boguszów połączył się z Gorcami i Kuźnicami Świdnickimi, tworząc nowe miasto Boguszów-Gorce. W ostatnich latach, miasto świętowało ważne jubileusze, takie jak 500-lecie nadania praw miejskich, i rozwijało współpracę międzynarodową, nawiązując partnerstwa z miastami w Czechach, Francji i Polsce.

## Demografia
Pod koniec XIX wieku Boguszów-Gorce liczył 4865 mieszkańców.
29 listopada 2006 liczył 16 815 mieszkańców. Do 2021 liczba ludności skurczyła się do 14 349 osób.
Piramida wieku mieszkańców Boguszowa-Gorców w 2014 roku.

## Polityka międzynarodowa

### Miasta partnerskie[8]
- Dobre Miasto
- Piennes
- Radzionków
- Smiřice

## Gospodarka
W Boguszowie-Gorcach do początku lat 90 XX w. wydobywano węgiel kamienny oraz baryt. Na terenie Boguszowa-Gorców istniały dwie kopalnie należące do Kopalni Węgla Kamiennego Victoria. Były to szyby Witold (Gorce) i Barbara (Kuźnice Świdnickie) oraz kopalnia wydobywająca baryt: Baryt (Boguszów). Tradycje miejskie związane z wydobyciem surowców były kontynuowane przez setki lat począwszy od roku 1499 do 1994, okres prawie 500 lat ciągłego wydobycia zakończył się wraz z decyzją Ministra Skarbu Państwa o zamknięciu kopalń. Główną gałęzią gospodarki w Boguszowie-Gorcach są przede wszystkim usługi, lecz większość mieszkańców Boguszowa-Gorców znajduje zatrudnienie poza obszarem gminy, m.in. w Wałbrzyskiej Specjalnej Strefie Ekonomicznej.
Teren miasta jest obsługiwany przez stację kolejową Boguszów-Gorce (w tym pociągi międzywojewódzkie) oraz Boguszów-Gorce Zachód i Boguszów-Gorce Wschód (komunikacja regionalna).

## Transport

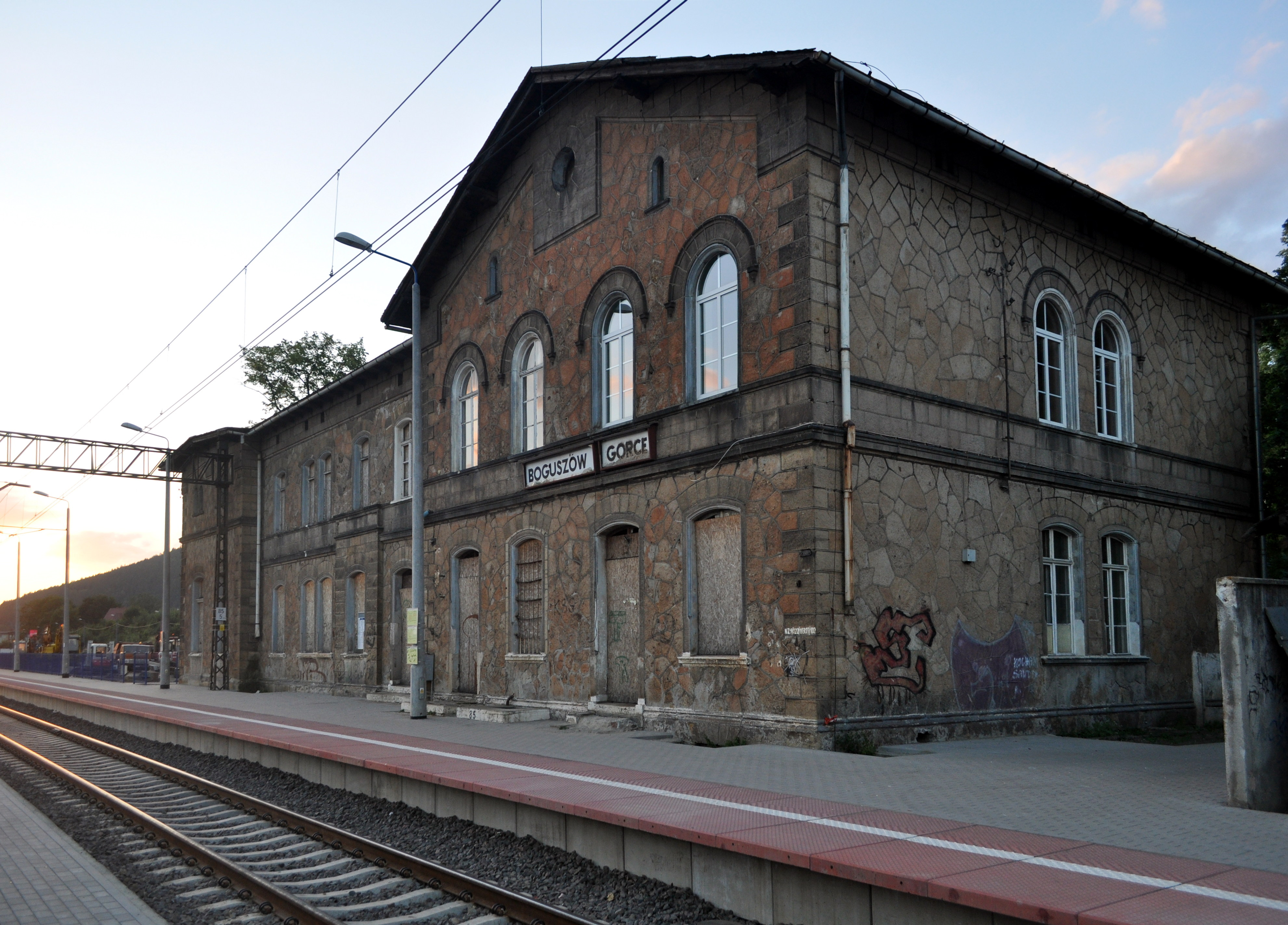
Stacja kolejowa Boguszów-Gorce

Boguszów-Gorce jest położony wzdłuż drogi wojewódzkiej nr 367, na trasie z Wałbrzycha do Jeleniej Góry. Przez miasto przebiega linia kolejowa z Wrocławia do Jeleniej Góry, która zapewnia połączenia m.in. z Wrocławiem, Wałbrzychem, Jelenią Górą i Marciszowem. Istnieją tu cztery stacje kolejowe – Boguszów-Gorce Wschód (w Kuźnicach Świdnickich), Boguszów-Gorce (w Boguszowie), Boguszów-Gorce Zachód (w Gorcach) i Boguszów-Gorce Dzikowiec (w Kuźnicach Świdnickich). Do 2004 r. istniało połączenie kolejowe z Lubawką. Połączenie kolejowe z Mieroszowem i dalej z Meziměstí zostało wznowione 8 czerwca 2023.
Do Boguszowa-Gorców kursują autobusy komunikacji miejskiej z Wałbrzycha. Do miejscowości można dostać się także prywatnymi mikrobusami, które jeżdżą na trasach Wałbrzych – Boguszów-Gorce, Wałbrzych – Kuźnice – Stary Lesieniec oraz Boguszów – Kuźnice – Stary Lesieniec.

## Architektura

### Zabytki

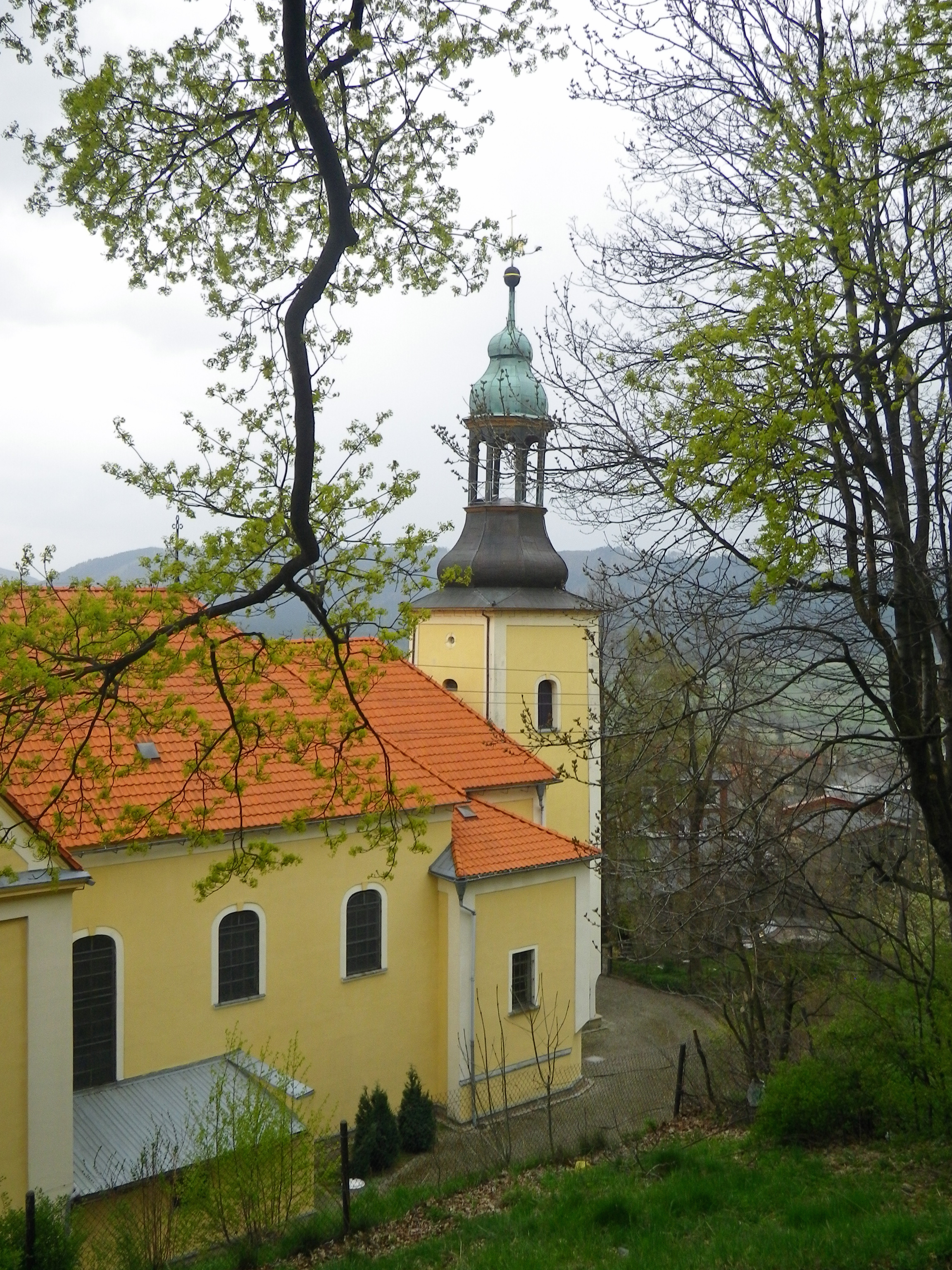
Kościół parafialny Trójcy Świętej

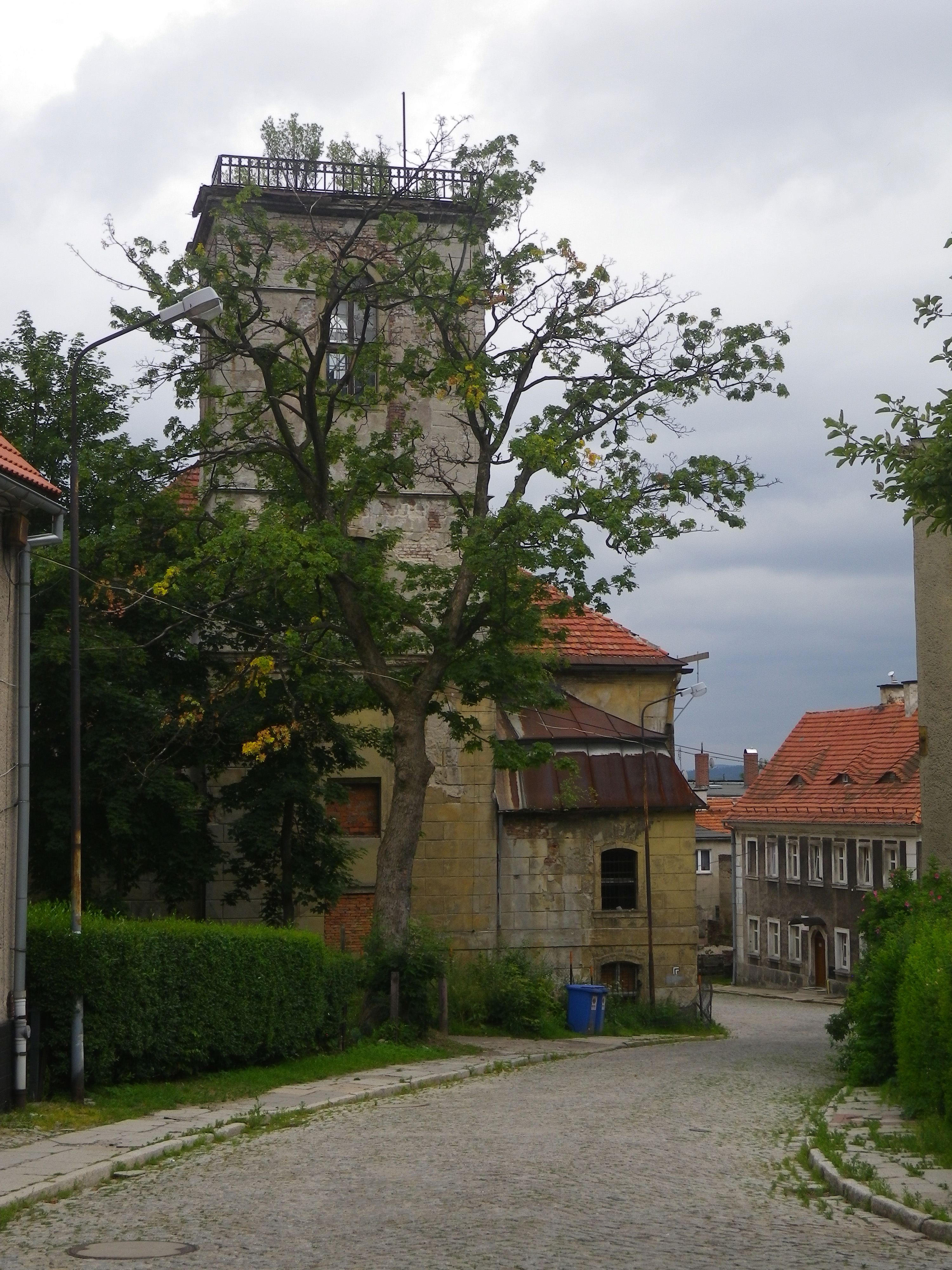
Dawny kościół ewangelicki (2013)

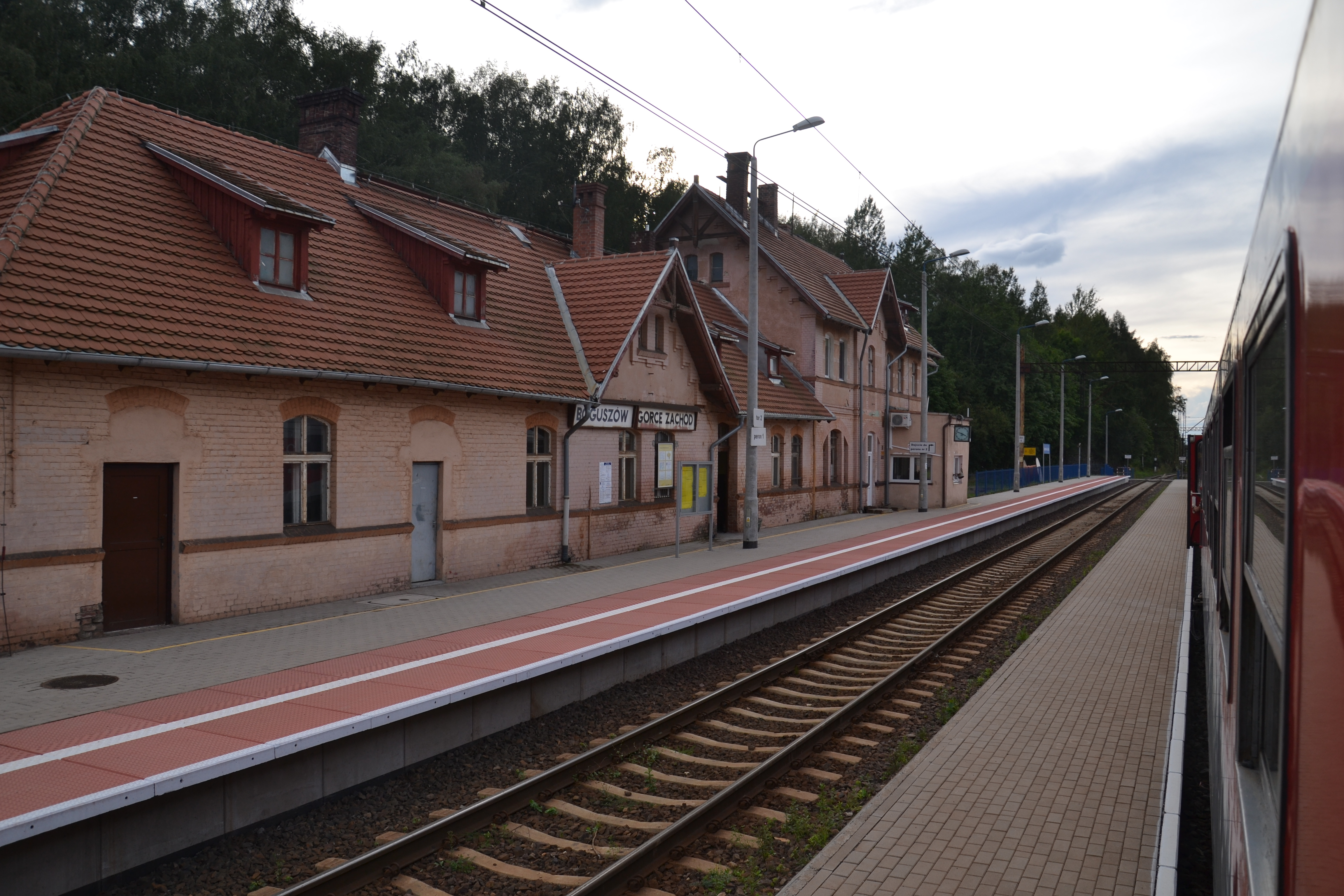
Budynek stacji Boguszów Gorce Zachód

Do wojewódzkiego rejestru zabytków wpisane są:
- miasto
- kościół parafialny pw. Świętej Trójcy, gotycko-barokowy, wzniesiony w 1535 r. i przebudowany w 1723 r.; jednonawowy, na planie krzyża, ze sklepieniem kolebkowym. Obecny wygląd świątyni pochodzi z 1723, wewnątrz rokokowa ambona z 1770 i chrzcielnica, w murze pięć epitafiów renesansowych barokowych[16]
- dawny kościół ewangelicki, barokowy, z lat 1770–1775, z późniejszą klasycystyczną wieżą (początek XIX wieku); jednonawowy, z mansardowym dachem i bogatym wystrojem barokowym; jeden z najcenniejszych zabytków miasta, wzniesiony w stylu chłodnego, protestanckiego baroku pruskiego; po 1945 pełnił funkcję sali sportowej i magazynu, a następnie nieużytkowany i niezabezpieczony popadał w ruinę, w 2011 roku za symboliczną kwotę 2 tys. zł kupiła go gmina zielonoświątkowców, ul. Kasprzaka 13
- kościół starokatolicki, obecnie kościół polskokatolicki pw. św. Pawła Apostoła, neogotycki, wzniesiony w latach 1900–1904, ul. Adama Mickiewicza 2
- barokowy ratusz z l. 1723–37, przebudowany w drugiej połowie XIX wieku, pl. Odrodzenia 1 – Rynek
- dom mieszkalny, ul. Główna 9, z końca XVIII w., przebudowany w XIX w.
- dom cechu gwarków, ob. dom mieszkalny, ul. Główna 31, z 1870 r.
- dom mieszkalny z końca XVIII w., ul. Główna 37
- dom Diakonistek z drugiej połowy XVIII wieku, ul. Kasprzaka 7
- dom kantora, kościół ewangelicki, ul. Grota-Roweckiego 2, z 1753 r.
- szyb „Józef” – wieża nadszybowa, z 1926 r., Kuźnice
- zespół powierzchni szybu „Witold”, z 1914 r.:
  - nadszybie, budynek łaźni
  - maszynownia szybu i hala kompresorów, Gorce

inne zabytki według gminnej ewidencji zabytków:
- dawny klasztor Sióstr Elżbietanek z 1903 r., ul. Władysława Jagiełły 4
- stajnie z częścią mieszkalną z 1870/1893 r., ul. Kolejowa 33
- siedziba Bractwa Strzeleckiego z końca XIX w., ob. bud. produkcyjny ZPO Rafio, ul. 1 Maja 55
- hotel z salą koncertową z 1908 r., ob. bud. biurowo-prod. ZPO Rafio, ul. Kolejowa 13
- dworzec kolejowy Boguszów Gorce z 1874 r., przebudowany 1924 r., ul. Dworcowa 6
- dworzec kolejowy Boguszów Gorce Zachód z przełomu XIX i XX w., Gorce
- kościół ewangelicki, ob. polskokatolicki z pocz. XX w., ul. Tadeusza Kościuszki (Gorce) – należy do parafii św. Pawła Apostoła
- kościół par. pw. Niepokalanego Pocz. NMP z 1914–1917 r., Kuźnice
- plebania z 1916 r., ul. Żeromskiego 23, Kuźnice
- kaplica mszalna pw. Najświętszego Serca Pana Jezusa i dom mieszkalny z pocz. XX wieku, ul. Górnicza 31, Kuźnice
- willa Treutla z przełomu XIX i XX w., obecnie Nadleśnictwo Wałbrzych, ul. Miła 2, Kuźnice
- kościół pomocniczy pw. Św. Barbary z 1922 r., Stary Lesieniec
- ruiny wieży Bismarcka

## Oświata i nauka
Lista szkół w Boguszowie-Gorcach:
- Szkoły podstawowe
  - Publiczna Szkoła Podstawowa nr 5 z oddziałami przedszkolnymi
  - Publiczna Szkoła Podstawowa nr 2
  - Publiczna Szkoła Podstawowa nr 6
- Zespół Szkół Samorządowych (Gorce)
  - Publiczna Szkoła Podstawowa z oddziałami przedszkolnymi

## Religia
- Kościół Boży w Polsce:
  - Kościół Boży „Arka”[19]
- Kościół Polskokatolicki:

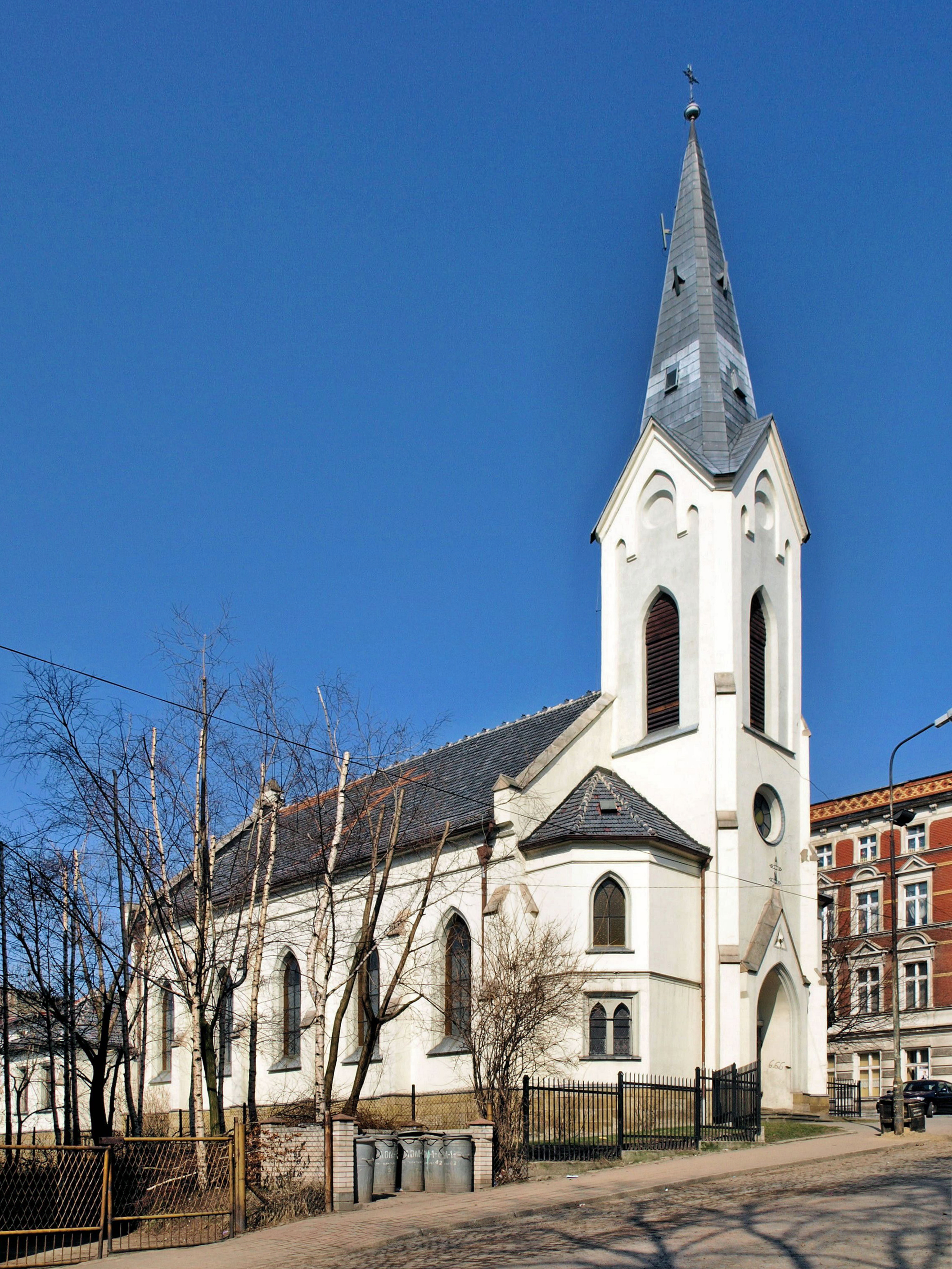
Kościół polskokatolicki pw. św. Pawła

  - parafia św. Pawła Apostoła[20] (na terenie parafii znajdują się dwa kościoły: parafialny św. Pawła Apostoła[21] i filialny w dzielnicy Gorce[22])
- Kościół rzymskokatolicki:
  - parafia Trójcy Świętej[23]
  - parafia Zesłania Ducha Świętego[23]
  - parafia Niepokalanego Poczęcia Najświętszej Maryi Panny[23]
- Kościół Zielonoświątkowy:
  - zbór „Boża Góra”[24]
- Świadkowie Jehowy:
  - zbór Boguszów-Gorce (Sala Królestwa ul. Krakowska 5A)[25][26]

## Sport i rekreacja
W Boguszowie-Gorcach działają trzy kluby sportowe:
- Górnik Boguszów-Gorce – klub piłkarski, w sezonie 2016/2017 drużyna bierze udział w rozgrywkach klasy okręgowej[27], przy klubie działa też sekcja bularska.
- SKF „Sudety Petanque Boguszów-Gorce” – klub pétanque, w 2012 roku w II lidze Polskiej Federacji Pétanque[28][29][30]
- Szczyt Boguszów-Gorce – reaktywowany klub piłkarski z sekcją koszykarską.

W miejscowości działa Ośrodek Sportowo-Rekreacyjny „Góra Dzikowiec” z wyciągiem krzesełkowym i trasą narciarską.
Miasto co roku jest organizatorem ultramaratonu „Sudecka Setka”.
W roku 2012 w mieście zorganizowane zostały mistrzostwa Polski juniorów w petanque. Podczas tego turnieju padł oficjalny rekord Polski w strzale precyzyjnym. Zdobył go zawodnik KSP Jedlina-Zdrój Sergiusz Gądek.

## Galeria

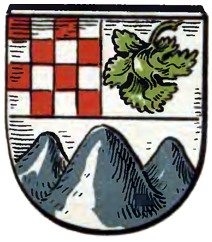
Najstarszy herb Boguszowa (ok. 1535)
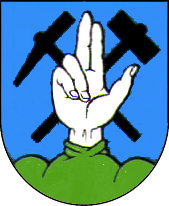
Drugi herb Boguszowa (ok. 1716)
Herb Gorców
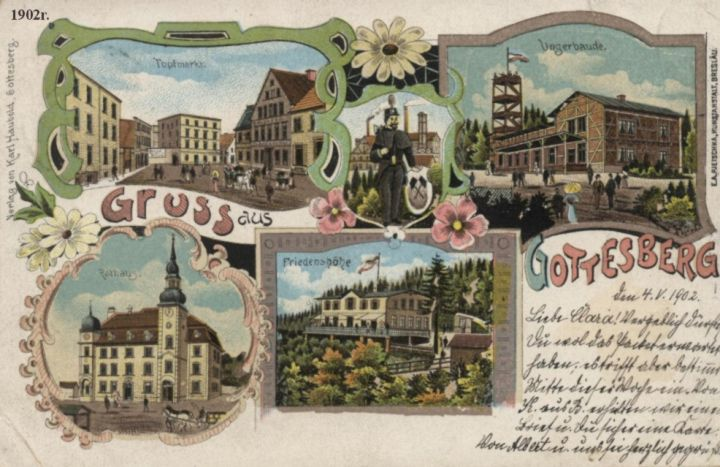
Boguszów na pocztówce z 1902 r.
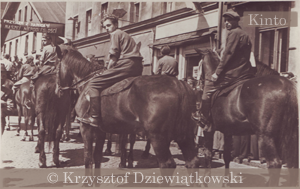
Świętowanie niepodległości w Boguszowie Gorcach
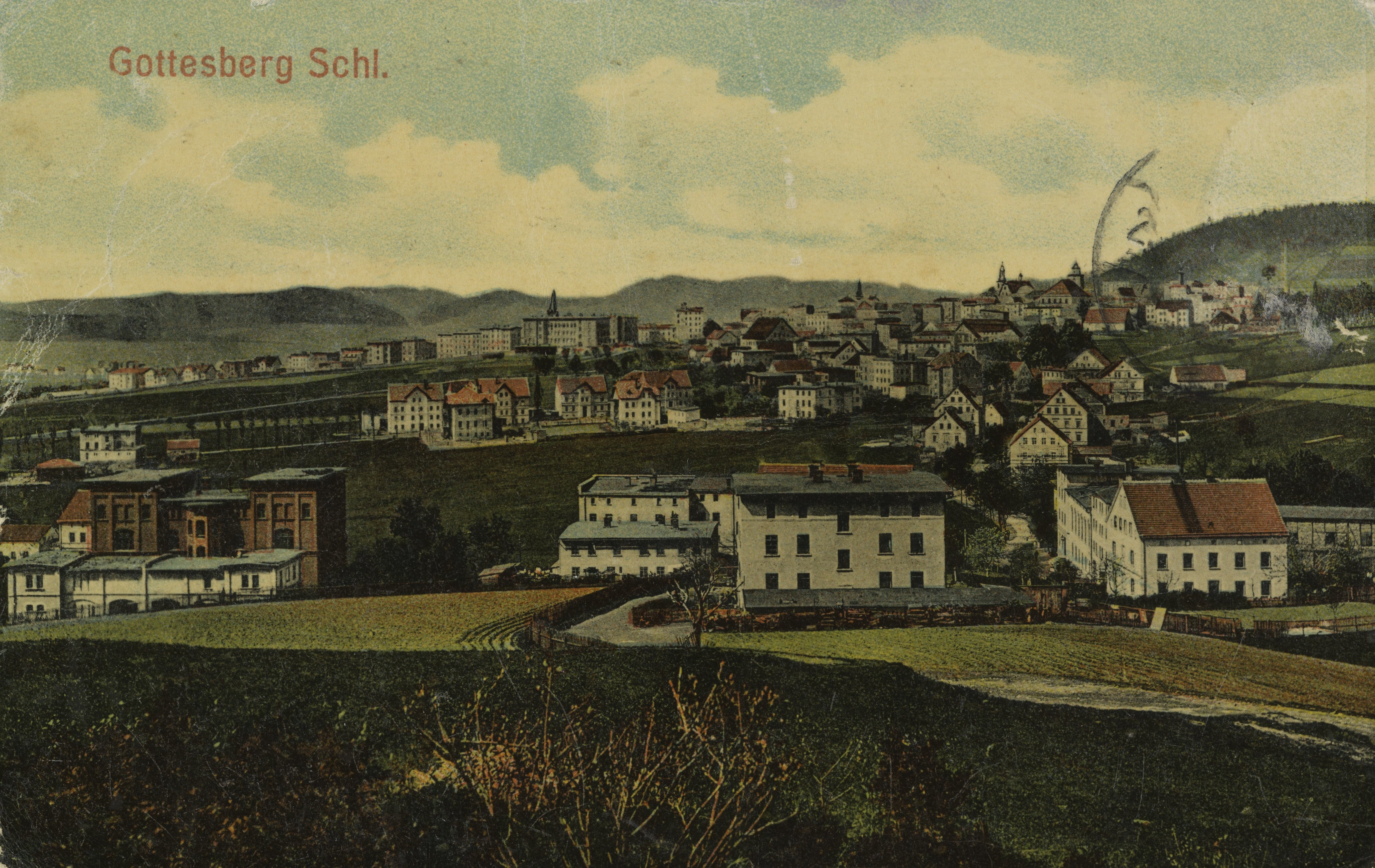
Widok ogólny (1907)